# Leyla Bouzid
Leyla Bouzid (Tunisi, 1984) è una regista tunisina.

## Biografia
Leyla Bouzid nasce a Tunisi, dove è membro attivo dell'associazione dei giovani registi tunisini. Dopo il diploma, si trasferisce a Parigi per studiare letteratura francese. Inizia la sua carriera nel cinema come assistente alla regia per diversi film e nel 2006 co-dirige il suo primo cortometraggio, Sbeh el Khir; studia regia alla FEMIS di Parigi. Un ange passe viene presentato nel 2010 alle Journées Cinématographiques de Carthage.

## Filmografia

### Cortometraggi
- Sbeh el Khir (2006)
- Un ange passe (2010)
- Soubresauts (2011)
- Mkhobbi Fi Kobba (2012)
- Gamine (2013)
- Zakaria (2013)

### Documentari
- La tête qu'elle veut (2009)

### Lungometraggi
- Appena apro gli occhi - Canto per la libertà (À peine j'ouvre les yeux) (2015)
- Una storia d'amore e di desiderio (Une histoire d'amour et de désir) (2021)